# Thespesia populnea
Thespesia populnea är en malvaväxtart som först beskrevs av Carl von Linné, och fick sitt nu gällande namn av Soland. och Correa. Thespesia populnea ingår i släktet Thespesia och familjen malvaväxter. Inga underarter finns listade i Catalogue of Life.

## Bildgalleri

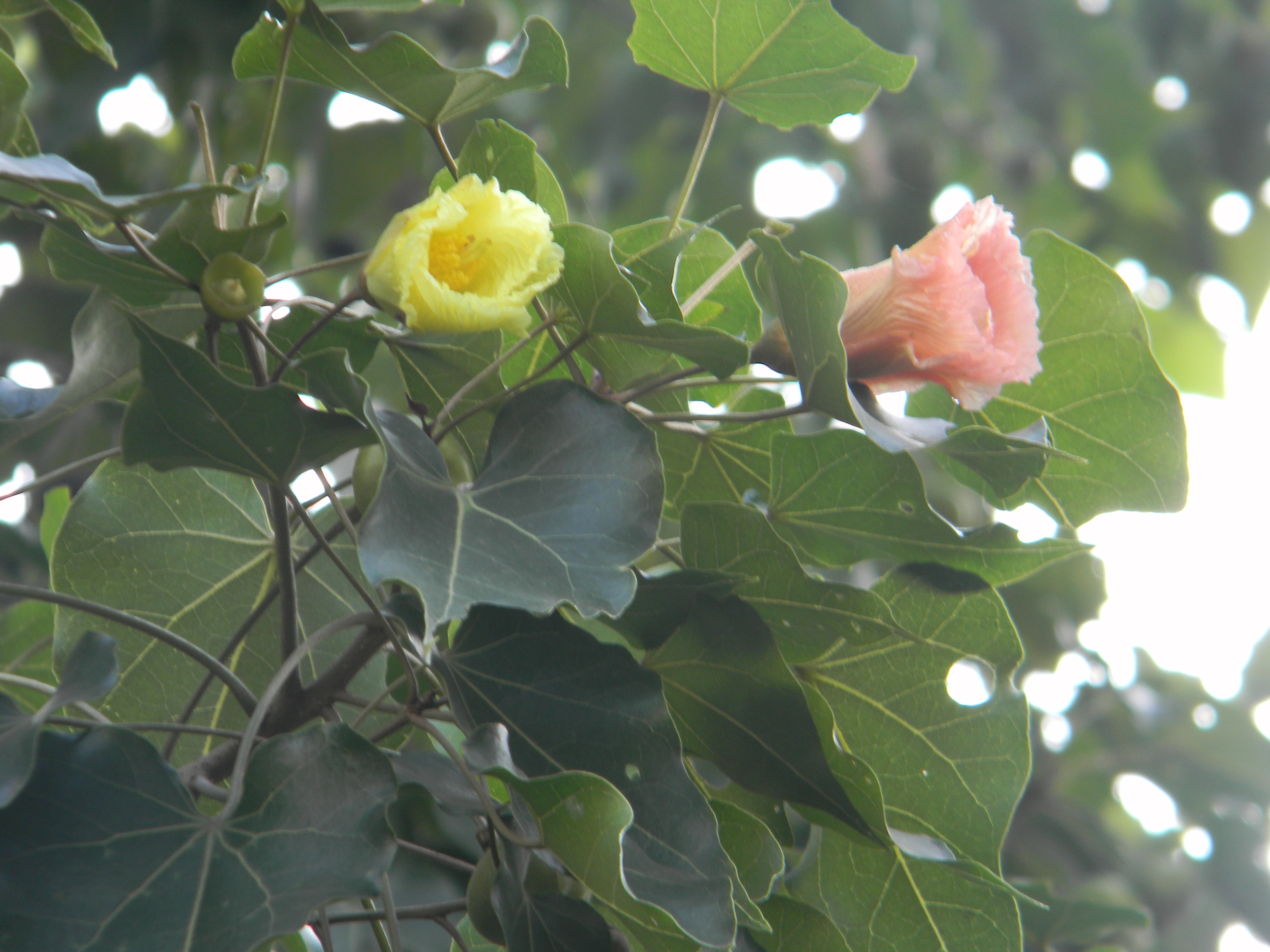
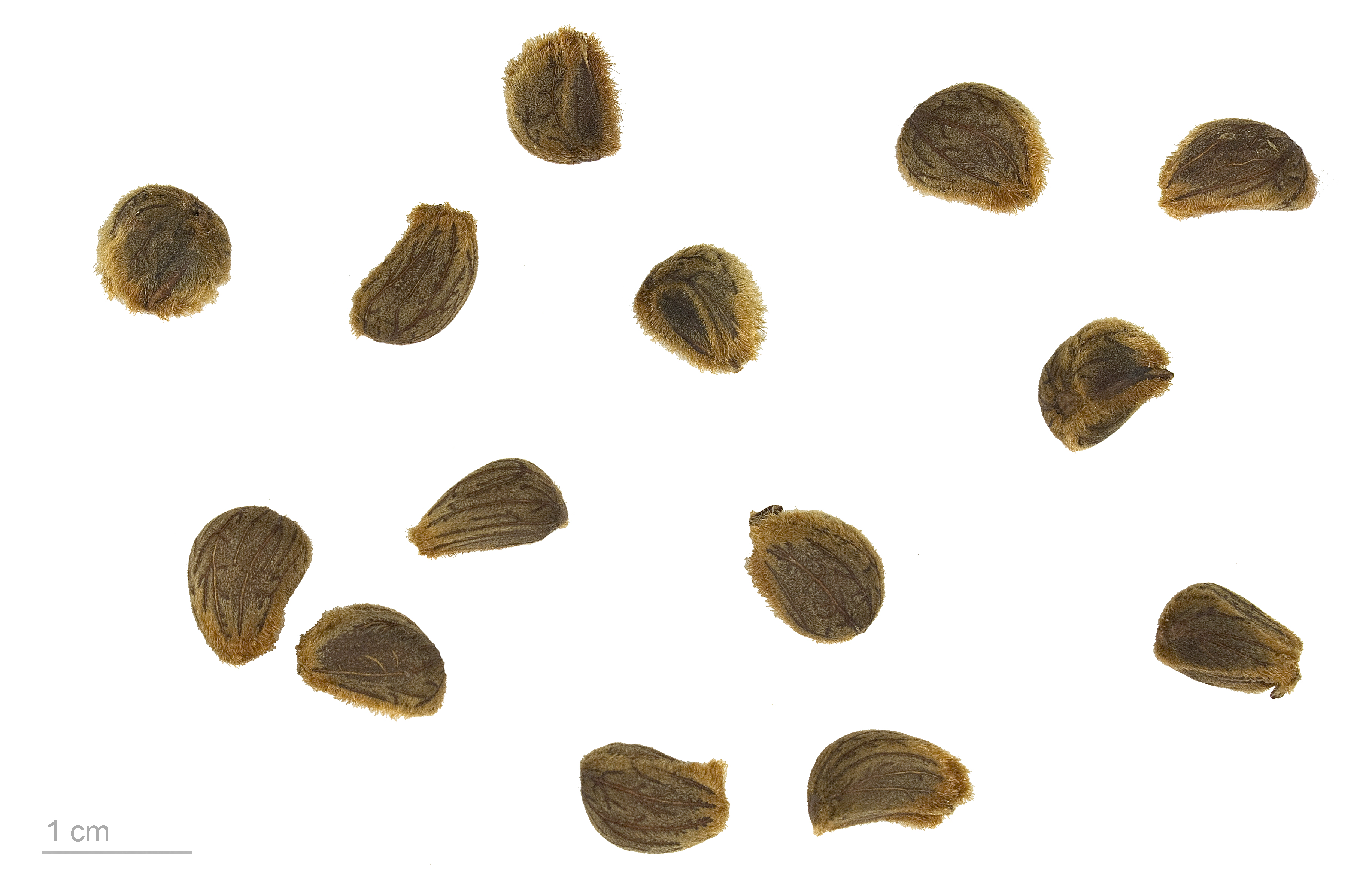
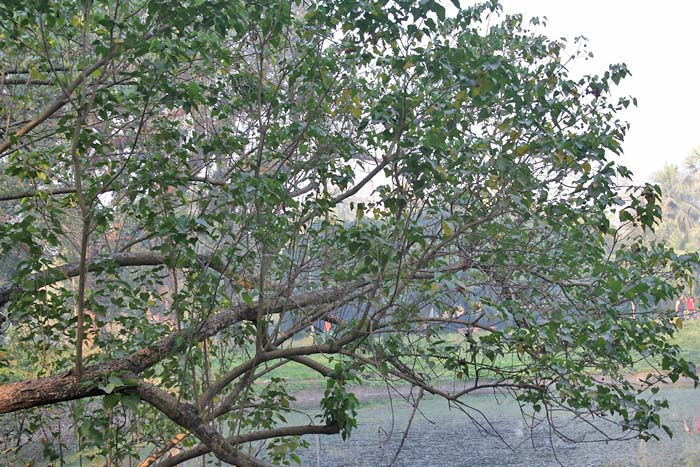